# Ni2 Columbae
Ni2 Columbae (ν2 Col / HD 37495 / HR 1935) es una estrella de magnitud aparente +5,31 situada en la constelación de Columba, la paloma.
Se encuentra a 138 años luz del sistema solar.
Ni2 Columbae es una estrella blanco-amarilla de tipo espectral F4V que, como el Sol, fusiona en su interior hidrógeno en helio.
Con una temperatura efectiva de 6340 - 6350 K, es 9,9 veces más luminosa que el Sol.
De características semejantes a las de φ Gruis o λ Arae, es más luminosa que cualquiera de ellas.
Tiene una masa estimada entre un 50% y un 60% mayor que la masa solar y gira sobre sí misma con una velocidad de rotación proyectada de 30 km/s.
Su edad aproximada es de 2200 millones de años.
Ni2 Columbae tiene un contenido metálico inferior al solar; un primer estudio señala un valor de -0,31 para su índice de metalicidad, si bien un segundo estudio le atribuye un valor de -0,11, más próximo al del Sol.
Asimismo, su contenido relativo de azufre respecto al de hierro es de los más altos dentro de un estudio llevado a cabo entre 74 estrellas de nuestra galaxia.